# 朴柱亨
朴柱亨（韓語：박주형，1982年7月6日—），韓國男演員。

## 演出作品

### 電視劇
- 2011年：MBC《階伯》飾演 文武王（特別出演）
- 2012年：KBS《新娘面具》飾演 木村健二
- 2012年：KBS《田禹治》飾演 吳奎
- 2013年：MBC《九家之書》飾演 韓櫓
- 2013年：KBS《劍與花》飾演 刺客（特別出演）
- 2013年：MBC《Two Weeks》飾演 林亨進
- 2014年：KBS《真是好時節》飾演 吳承勳
- 2014年：KBS《王的面孔》飾演 臨海君
- 2015年：tvN《Super Daddy 烈》飾演 嚴基泰
- 2016年：tvN《記憶》飾演 車元錫
- 2016年：MBC《獄中花》飾演 李明獻
- 2017年：KBS《金科長》飾演 朴勝裴
- 2017年：MBC《守望者》飾演 朴俊表
- 2017年：Netflix《My Only Love Song》飾演 高逸庸
- 2017年：KBS《最強送餐員》飾演 吳成圭
- 2017年：JTBC《The Package》飾演 金太英
- 2018年：TV朝鮮《大君－描繪愛情》飾演 尹兵判
- 2019年：TV朝鮮《Babel》飾演 高在日
- 2020年：JTBC《雙甲路邊攤》飾演 朴代理
- 2020年：KBS《暗行御史》
- 2025年：SBS《鬼宮》飾演 鄭思順

### 網路劇
- 2015年：《LUV Collage》飾演 金民國
- 2016年：《碰觸你》飾演 吳英達

### 電影
- 2009年：《那天之後》
- 2010年：《一夜情》
- 2013年：《心靈感應》
- 2013年：《Running Man》
- 2016年：《銀河》
- 2018年：《殺人小說》飾演 鎮表

## 外部連結
- NAVER （页面存档备份，存于）